# Kōhei Uchimura
Kōhei Uchimura (jap. 内村 航平, Uchimura Kōhei; * 3. Januar 1989 in Kitakyūshū, Präfektur Fukuoka) ist ein ehemaliger japanischer Kunstturner. Zu seinen größten Erfolgen zählen der Gewinn von acht Weltmeistertiteln, darunter von 2009 bis 2015 sechs Mal in Folge der Sieg im Mehrkampf. 2012 und 2016 wurde er in derselben Disziplin Olympiasieger. Bei einer Körpergröße von 1,62 Meter betrug sein Wettkampfgewicht 52 Kilogramm.

## Leben

### Kindheit und Ausbildung
Kōhei Uchimura ist der Sohn von Kazuhisa und Shūko Uchimura, die ebenfalls dem Turnsport nachgingen. Als Kaiser Akihito wenige Tage nach Uchimuras Geburt inthronisiert und damit am 8. Januar 1989 die Heisei-Ära ausgerufen wurde, änderten die Eltern seinen Namen auf Kōhei, was in etwa „[in die/der] Hei[sei-Ära] navigieren“ bedeutet.
Die Mutter habe eigenen Angaben zufolge ihrem Sohn „vor allem den Geist und die Haltung eines Sportlers“ vermitteln wollen. Er begann 1992 im Alter von drei Jahren mit dem Turnen in der noch heute vom Vater betriebenen Trainingshalle in Nagasaki. Dort erfreute er sich als Kind auf dem Trampolin an Saltos und Drehungen. Im Alter von sechs Jahren nahm er an ersten Turnwettkämpfen teil. In seiner Jugend hielt Uchimura in Wettkampfsituationen oft dem Druck nicht stand. Auch fehlte ihm die Kraft seiner Konkurrenten, die er versuchte mit strengem Training wettzumachen. Nach dem Schulabschluss begann Uchimura noch ernsthafter zu trainieren.
Im Alter von 15 Jahren verließ Uchimura seine Familie und zog 2004 nach Tokio. Dort trainierte er beim renommierten Asahi Seimei Gymnastics Club unter Takashi Kobayashi und zählte Naoya Tsukahara, Mannschaftsolympiasieger von Athen 2004, zu seinen Trainingspartnern. Kobayashi beschrieb Uchimura rückblickend bei seiner Ankunft als „dürren Jungen mit groben Fähigkeiten“. Er ließ seinem Schützling ein äußerst strapaziöses Krafttraining zukommen, indem er ihn über Stunden täglich wiederholt dieselben Bewegungen durchführen ließ. Dazu zählten das Anlaufen an den Sprung oder das Hin- und Herschwingen am Reck. Kobayashi bewunderte Uchimura für seine große Konzentration, die er bei den Übungen an den Tag legte. 2005 nahm der Athlet erstmals an einem internationalen Turnier teil, den Internationalen Japanischen Juniorenmeisterschaften. Ein Jahr später wurde er ins japanische Nationalteam der Senioren aufgenommen.

### Aufstieg zum weltbesten Mehrkämpfer
Im März 2007 trat Uchimura erstmals bei einem Seniorenturnier in Europa in Erscheinung, dem Weltcup Internationaux de France in Paris. Dort erreichte er das Gerätefinale am Sprung, wo er hinter dem Sieger Marian Drăgulescu aus Rumänien und dem Franzosen Thomas Bouhail einen dritten Platz belegte. Mit Platz neun scheiterte er knapp am Einzug ins Finale am Boden. Im Mai 2008 im chinesischen Tianjin konnte Uchimura seinen ersten Weltcup-Sieg am Boden verbuchen. Drei Monate später gehörte er bei den Olympischen Spielen in Peking auch dem japanischen Nationalteam an, das im Mannschaftswettbewerb trotz eines Sturzes von Uchimura am Seitpferd hinter der Volksrepublik China die Silbermedaille gewann. Der Turner litt zu dieser Zeit an einer schmerzhaften Verletzung am Handgelenk. Trotz eines weiteren Sturzes am Seitpferd gewann Uchimura im zwei Tage später stattfindenden Mehrkampffinale die Silbermedaille hinter dem Chinesen Yang Wei. Es war die erste Mehrkampfmedaille eines japanischen Turners seit dem Olympiasieg Kōji Gushikens bei den Olympischen Spielen 1984. Im Gerätefinale am Boden erreichte Uchimura beim Sieg des Chinesen Zou Kai den fünften Platz. Im selben Jahr gewann der 19-Jährige, der nach Olympia verkündet hatte, das japanische Turnen anführen zu wollen („Danach wusste ich, wo ich in der Welt stehe und dass Gold hier für mich erreichbar ist“), erstmals den japanischen Meistertitel im Mehrkampf bei den Senioren. Es war der erste Sieg eines Jugendlichen seit Naoya Tsukaharas Erfolg im Jahr 1996.

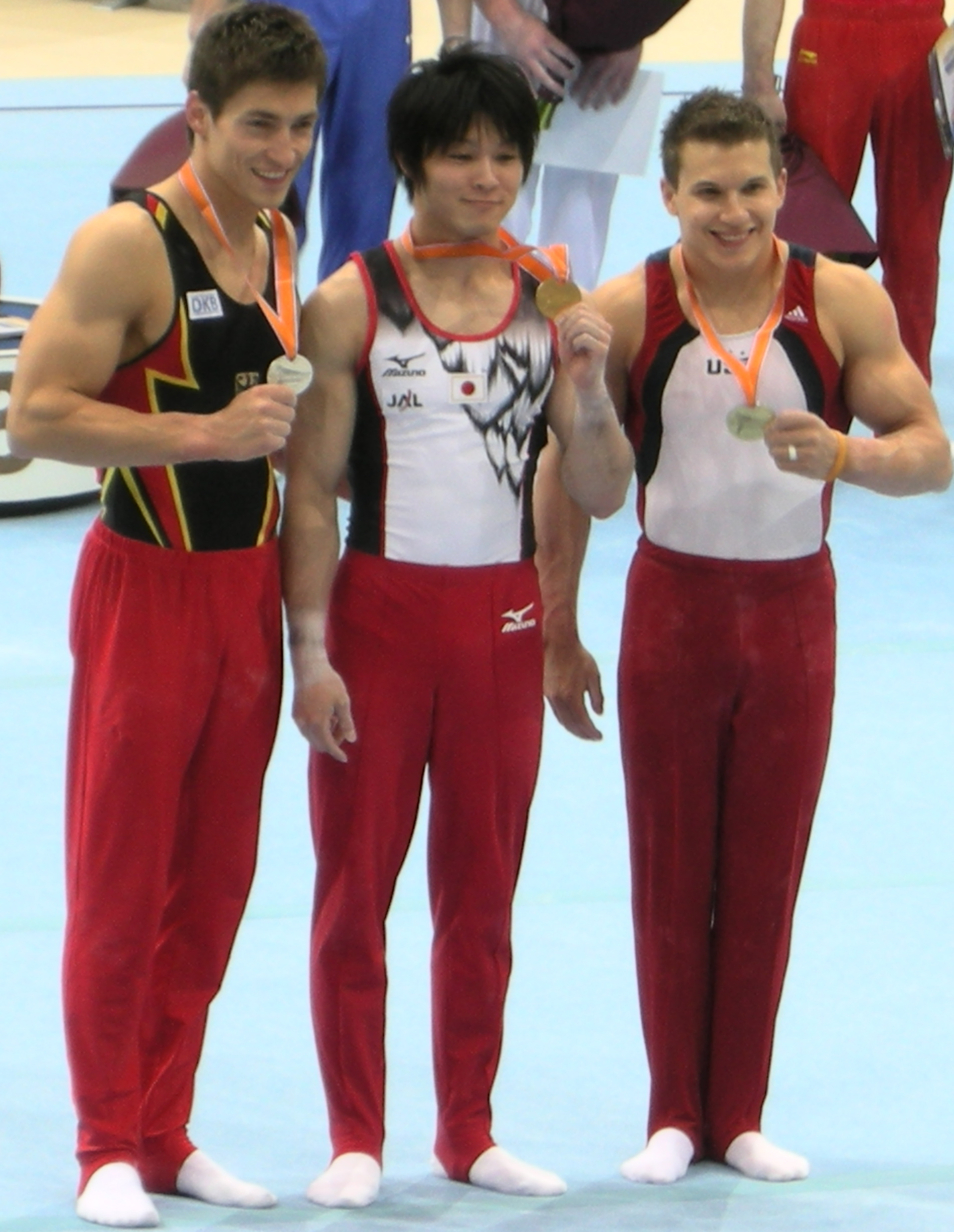
Uchimura nach seinem WM-Sieg 2010 im Mehrkampf gemeinsam mit dem Zweitplatzierten Deutschen Philipp Boy (li.) und Bronzemedaillen-Gewinner Jonathan Horton aus den USA

Nach dem Rücktritt Yang Weis avancierte Uchimura in den folgenden Jahren bei Weltmeisterschaften zum dominierenden Mehrkämpfer. Bei den Weltmeisterschaften 2009 in London gewann er erstmals den Mehrkampftitel mit 91.500 Punkten. Bei seinem Sieg hatte er mehr als drei Punkte Vorsprung auf seinen zweitplatzierten Landsmann Kazuhito Tanaka und erhielt die Bestnoten an vier von sechs Geräten (Boden, Ringe, Sprung und Reck). Trotz nicht auskurierten Verletzungen bei den Turn-Weltmeisterschaften 2010 in Rotterdam (Schulterverletzung) und 2011 im heimischen Tokio (Knöchelstauchung) gelang es ihm als erstem Athlet in der Turngeschichte dreimal in Folge den Mehrkampftitel zu gewinnen. 2011 erzielte er bei seinem Sieg ebenfalls Bestnoten an vier Geräten (Boden, Seitpferd, Ringe und Barren) und gewann zusätzlich das Bodenfinale, erneut Silber mit der Mannschaft und Bronze am Reck.
Uchimura, der 2011 auf die neu eingeführte lukrative Mehrkampf-Weltcupserie zu Gunsten der Vorbereitung auf die Heim-WM verzichtete, zeigt Kritikern zufolge an allen sechs Geräten die schwierigsten Elemente und Kombinationen mit einer Eleganz und Leichtigkeit, wie sie bis dahin noch nie im modernen Männerturnen dargeboten wurden. Dadurch gelinge es Uchimura auch mit den Spezialisten an den Einzelgeräten mitzuhalten. 2012 führte er bis vor den Olympischen Spielen in London die inoffizielle Liste der geturnten D-Note mit 39,3 Punkten an. Die japanische Tageszeitung Asahi Shimbun betitelte ihn bei der Heim-WM 2011 als „beispiellosen Superman“. Uchimura selbst maß den Notenrichtern im Turnsport jedoch keinerlei Bedeutung bei. Er stellte die Qualität seiner Übungen über gewonnene Titel und versuchte eigenen Angaben zufolge bei jeder Sportveranstaltung mit Sorgfalt zu Turnen, stets auf der Suche nach der ultimativen Darbietung. Als größten Turner der Geschichte bezeichnete Uchimura den Weißrussen Witali Scherbo, der bei den Olympischen Spielen 1992 in Barcelona sechs Goldmedaillen gewann. Sein Ziel war es eigenen Angaben zufolge, noch bewundernswertere Leistungen abzurufen als Scherbo dies tat.

### Olympiasaison 2012
Auf die Olympischen Spiele 2012 in London bereitete sich der extrem sport-fokussierte Uchimura ein Jahr überwiegend alleine vor und erschien oft als erster noch vor allen anderen Athleten zum morgendlichen Training. Zu Beginn der olympischen Turnwettbewerbe stürzte der stets abgeklärt und sicher wirkende Japaner jedoch in der Mehrkampf-Qualifikation vom Reck und Pauschenpferd und zog nur als Neunter ins Finale der besten 24 ein. Im Mannschaftswettbewerb fiel die japanische Mannschaft nach einem fehlerhaften Abgang Uchimuras am letzten Gerät, erneut das Pauschenpferd, vom Silberrang noch auf Platz vier zurück. Erst nach einem Protest der japanischen Mannschaftsleitung und zehnmaligem Videostudium seitens der Wettkampfrichter des Internationalen Turnverbands FIG wurde Uchimuras Seitpferdübung nachträglich um 0,7 Punkte angehoben und die Mannschaft wieder auf Platz zwei zurückgestuft. Es war das erste Mal, dass eine solche Korrektur Einfluss auf die olympische Medaillenentscheidung nahm. Zwei Tage später im Mehrkampffinale präsentierte sich Uchimura deutlich verbessert. Er übernahm nach drei von sechs Durchgängen die Gesamtführung und gab diese bis zum letzten Gerät nicht mehr ab. Mit 92.690 Punkten wurde Uchimura Olympiasieger vor dem Deutschen Marcel Nguyen (91.031) und dem Sieger der Qualifikation Danell Leyva (90.698) aus den USA. Wenige Tage später gewann er die Silbermedaille im Bodenfinale hinter dem chinesischen Titelverteidiger Zou Kai. Am Barren qualifizierte sich Uchimura ursprünglich auch als Fünfter. Da aber seine Landsleute Kazuhito und Yūsuke Tanaka in der Qualifikation vor ihm lagen, musste er einer Regelung entsprechend, die maximal zwei Finalstarter pro Land vorsieht, auf eine Teilnahme verzichten.

### Sechster Weltmeistertitel und zweiter Olympiasieg im Mehrkampf

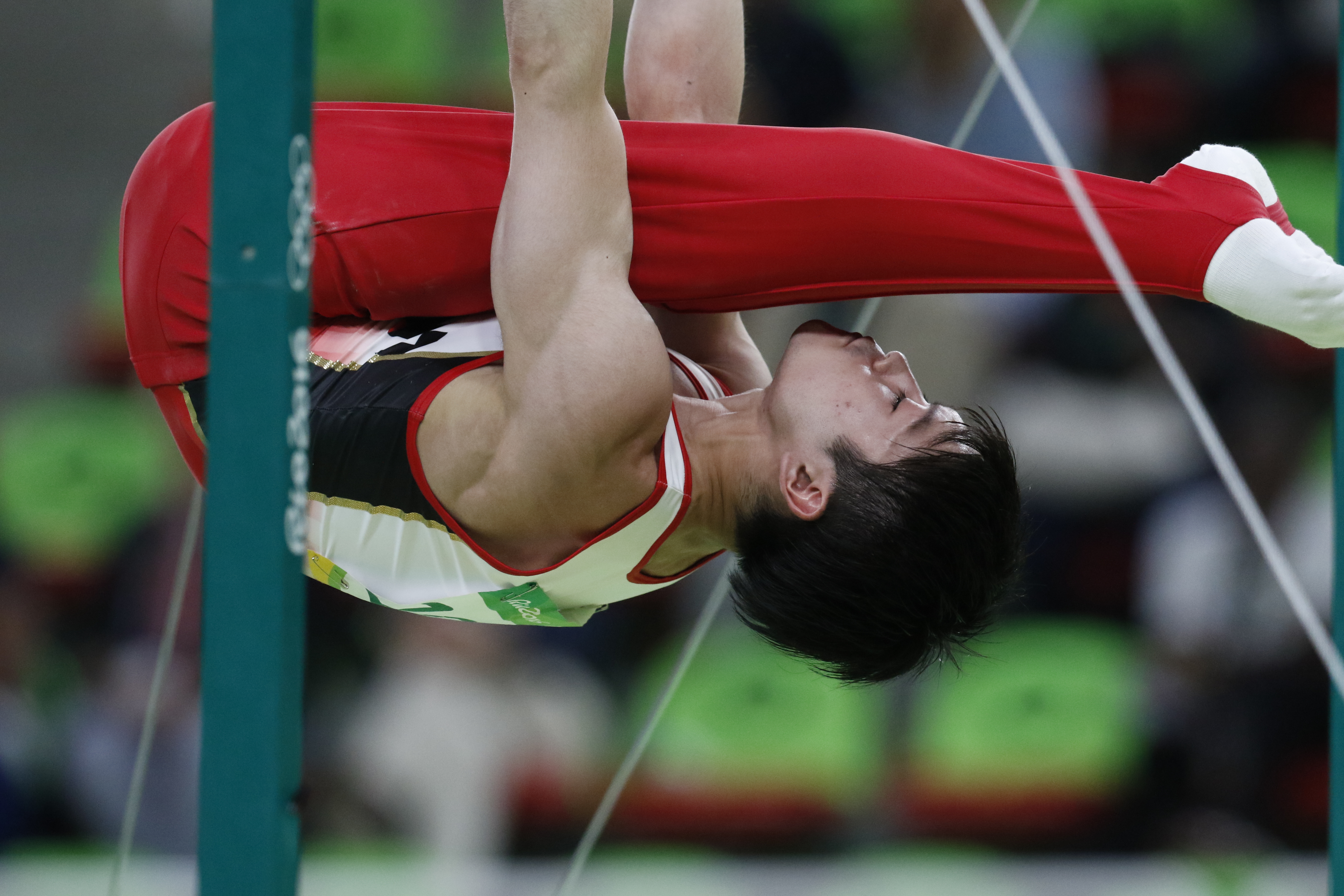
Uchimura bei den Olympischen Spielen 2016 in Rio de Janeiro

In der nacholympischen Saison 2013 gelang es Uchimura bei den Anfang Oktober ausgerichteten Weltmeisterschaften in Antwerpen zum vierten Mal in Folge den Titel im Mehrkampf vor seinem Landsmann Ryōhei Katō und dem Deutschen Fabian Hambüchen zu gewinnen. Eine zweite Goldmedaille folgte gemeinsam mit dem Chinesen Lin Chaopan am Barren, während er sich am Boden und am Reck jeweils die Bronzemedaille sichern konnte.
Bei den Weltmeisterschaften 2014 in Nanning gewann Uchimura zum fünften Mal in Folge den Weltmeistertitel im Mehrkampf. Im Reckfinale landete er hinter Epke Zonderland auf Platz zwei. Bei der WM 2015 in Glasgow wurde Uchimura zum sechsten Mal in Folge Weltmeister im Mehrkampf. Zudem holte er mit der japanischen Mannschaft im Mehrkampf sowie beim Gerätefinale am Reck die Goldmedaille.
Bei den Olympischen Spielen 2016 in Rio de Janeiro wurde Uchimura gemeinsam mit Ryōhei Katō, Kenzō Shirai, Yūsuke Tanaka und Kōji Yamamuro erstmals Olympiasieger im Mannschaftsmehrkampf. Den zwei Tage später stattfindenden Einzelmehrkampf erreichte er als Zweitbester der Qualifikation, hinter dem Ukrainer Oleh Wernjajew. Wernjajew führte bis zum letzten Gerät, dem Reck, vor Uchimura. Dort gelang es dem Japaner seinen ukrainischen Kontrahenten um einen Punkt zu distanzieren und seinen Olympiasieg von London mit 92,365 Punkten um 0,099 Punkten gegenüber Wernjajew (92,266 Punkte) zu verteidigen. Damit blieb Uchimura bei großen Meisterschaften seit sieben Jahren im Einzelmehrkampf ungeschlagen und reihte sich neben Alberto Braglia (1908 und 1912), Wiktor Tschukarin (1952 und 1956) und Sawao Katō (1968 und 1972) ein, die ebenfalls ihre Olympiasiege im Mehrkampf wiederholen konnten. Für die Gerätefinals in Rio de Janeiro konnte er sich nur am Boden qualifizieren, wo er beim Sieg des Briten Max Whitlock (15,633 Punkte) mit 15,241 Punkten einen fünften Platz belegte.
2021 gelang ihm bei den Olympischen Spielen 2020 in Tokio kein Medaillengewinn. Im Gegensatz zu seinen drei Olympiateilnahmen zuvor, bei denen er in allen Disziplinen gestartet war, nahm er lediglich an der Qualifikation im Reck teil und verpasste das Finale. Die Weltmeisterschaften 2021 waren sein letzter internationaler Wettkampf, im Januar 2022 beendete er seine Karriere.

### Privatleben

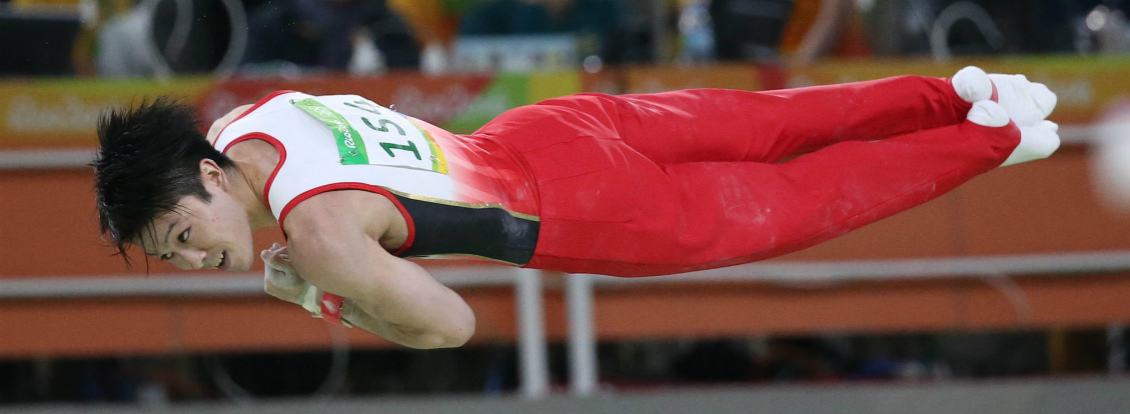
Uchimura bei den Olympischen Spielen 2016

Kōhei Uchimura, der unter anderem den japanischen Turner Kōji Gushiken zu seinen Vorbildern zählte, lebt in Saitama. Er schloss im März 2011 sein Studium an der privaten Nippon Sport Science University (NSSU) ab und begann als Angestellter bei der Konami Sports & Life. Dort gehört er der Firmen-Turnmannschaft an. Uchimura ist seit Ende 2012 verheiratet und Vater zweier Töchter, deren Namen er vor den Medien zurückhält. Er zählt das Lesen von historischen Büchern zu seinen Hobbys.